# Hugh Stewart (tennis)
Pour les articles homonymes, voir Hugh Stewart.
Hugh Wright Stewart, né le 24 mai 1928 à Los Angeles et mort le 19 juillet 2024 en Californie, est un joueur de tennis américain.

## Carrière
Au tournoi de Wimbledon, Hugh Stewart est huitième de finaliste en 1953 face à Lew Hoad, quart de finaliste en double messieurs en 1953 et 1954 avec Armando Vieira, et quart de finaliste en double mixte en 1955 et 1956 avec  l'Allemande Erika Vollmer. Il triomphe à la Wimbledon Plate en 1954 et 1956. Cette année-là, il parvient également en huitièmes au Championnat des États-Unis.
Dans les tournois internationaux, il devient champion d'Irlande en 1954 contre Mervyn Rose. Particulièrement productif sur le circuit européen au cours des deux saisons suivantes, il enchaîne les titres à Stuttgart, Manchester, Berlin et surtout Monte-Carlo. En 1956, il est finaliste de la Coupe Pierre Gillou face à Budge Patty après avoir battu Jaroslav Drobný et Pierre Darmon. En 1965, il devient professionnel dans les clubs californiens.
Il compte à son actif deux sélections en Coupe Davis, en Coupe Davis 1952 face à Cuba et en 1961 contre l'équipe des Caraïbes.

## Palmarès (partiel)

### Titre en simple
- Monte-Carlo 1956